# سام دورانت
سام دورانت (بالإنجليزية: Sam Durant)‏ هو فنان تنصيبي ومصور أمريكي، ولد في 1961 في سياتل في الولايات المتحدة.

## وصلات خارجية
- الموقع الرسمي